# Pato Bragado
Pato Bragado ist ein brasilianisches Munizip im Westen des Bundesstaats Paraná. Es hat 5.733 Einwohner (2022), die sich Pato-Bragadenser nennen. Seine Fläche beträgt 136 km². Es liegt 283 Meter über dem Meeresspiegel.

## Etymologie
Einer der ersten Kolonisten, der deutschstämmige Willy Barth, schlug 1955 für den Ortsnamen vor, den Namen des größten Flussschiffes zu wählen, das jemals in Porto Britânia angelegt hatte. Porto Britânia war der Hafen am Paraná, der vor allem der Holz- und Mate-Verschiffung diente. Er ist heute vom Itaipu-Stausee überflutet.

## Geschichte

### Besiedlung
Pato Bragado wurde in den 1950er Jahren von der Companhia Madeireira Rio Paraná (MARIPÁ) erschlossen, die 1946 gegründet worden war und im gesamten äußersten Westen des Bundesstaates Paraná tätig war. Die Holzausbeutung führte zur Besiedlung der Region. Die wirtschaftliche Nutzung des Holzes erfolgte jedoch ausschließlich durch das Unternehmen. 
Deshalb begannen die lokalen Landeigentümer, sich der Landwirtschaft und der Viehzucht zu widmen, um ihren Lebensunterhalt zu sichern. Die ersten Bewohner bauten Mais, Bohnen und Reis an und widmeten sich außerdem der Schweine- und Rinderzucht.

### Erhebung zum Munizip
Pato Bragado wurde durch das Staatsgesetz Nr. 9299 vom 18. Juni 1990 aus Marechal Cândido Rondon ausgegliedert und in den Rang eines Munizips erhoben. Es wurde am 1. Januar 1993 als Munizip installiert.

## Geografie

### Fläche und Lage
Pato Bragado liegt auf dem Terceiro Planalto Paranaense (der Dritten oder Guarapuava-Hochebene von Paraná). Seine Fläche beträgt 136 km². Es liegt auf einer Höhe von 283 Metern.

### Vegetation
Das Biom von Pato Bragado ist Mata Atlântica.

### Klima
Das Klima ist gemäßigt warm. Es werden hohe Niederschlagsmengen verzeichnet (1545 mm pro Jahr). Im Jahresdurchschnitt liegt die Temperatur bei 22,6 °C. Die Klimaklassifikation nach Köppen und Geiger lautet Cfa.

### Gewässer
Pato Bragado liegt im Einzugsgebiet des Rio Paraná. Dessen Itaipú-Stausee begrenzt das Munizip im Westen. Der Rio São Francisco Verdadeiro begrenzt das Munizip im Süden, wobei er auf der gesamten Länge der südlichen Grenze von Itaipu her aufgestaut ist. 

### Straßen
Pato Bragado ist über die PR-495 mit Entre Rios do Oeste im Süden und mit Marechal Cândido Rondon im Nordosten verbunden.

### Nachbarmunizipien
|          |                                             | Marechal Cândido Rondon |
| Paraguay | Kompassrose, die auf Nachbargemeinden zeigt |                         |
|          | Entre Rios do Oeste                         |                         |

## Stadtverwaltung
Bürgermeister: Leomar Rohden, MDB (2021–2024)
Vizebürgermeister: John Jeferson Weber Nodari, PSD (2021–2024)

## Demografie

### Bevölkerungsentwicklung
| Jahr | Einwohner | Stadt | Land |
| ---- | --------- | ----- | ---- |
| 2000 | 4.049     | 58 %  | 42 % |
| 2010 | 4.822     | 62 %  | 38 % |
| 2022 | 5.733     |       |      |

Quelle: IBGE, bis 2010: Volkszählungen und Volkszählung 2022

### Ethnische Zusammensetzung
| Gruppe * | 2000    | 2010    | wer sich als …                                                                   |
| --- | ------- | ------- | -------------------------------------------------------------------------------- |
| Weiße | 93,1 %  | 88,1 %  | weiß bezeichnet                                                                  |
| Schwarze | 0,2 %   | 0,6 %   | schwarz bezeichnet                                                               |
| Gelbe | 0,0 %   | 0,2 %   | von fernöstlicher Herkunft wie japanisch, chinesisch, koreanisch etc. bezeichnet |
| Braune | 6,6 %   | 11,1 %  | braun oder als Mischung aus mehreren Gruppen bezeichnet                          |
| Indigene | 0,1 %   | 0,0 %   | Ureinwohner oder Indio bezeichnet                                                |
| ohne Angabe | 0,0 %   | 0,0 %   |                                                                                  |
| Gesamt | 100,0 % | 100,0 % |                                                                                  |
| *) Das IBGE verwendet für Volkszählungen ausschließlich diese fünf Gruppen. Es verzichtet bewusst auf Erläuterungen. Die Zugehörigkeit wird vom Einwohner selbst festgelegt. |         |         |                                                                                  |

Quelle: IBGE (Stand: 1991, 2000 und 2010)

## Gesundheitswesen
Vorrangiges Ziel der Verwaltung ist es, den Bürgern durch die verschiedenen Programme eine bessere Lebensqualität zu bieten. Hervorzuheben ist das Gesundheitsamt, das mit einem Team von Fachleuten in vielen verschiedenen Bereichen auf dem Gebiet der Prävention, Behandlung und Überwachung tätig ist, mit dem gemeinsamen Ziel, die gesundheitlichen Bedürfnisse der Bevölkerung zu erfüllen. Die Bemühungen tragen insofern Erfolg, als der Index der menschlichen Entwicklung (HDI) mit 0,747 für ein kleines Munizip auf dem flachen Land im Inneren Paranás vergleichsweise hoch ist.

## Kultur und Sehenswürdigkeiten
Pato Bragado verfügt über ein breites Spektrum an regelmäßigen kulturellen und gastronomischen Veranstaltungen. Dazu gehören die Cupim-Party (Zeburinderbrust-Grillfest), die Aufführung der Passion Christi, die Festa Junina (Sankt Antonius, Sankt Johannis sowie Sankt Peter und Paul), das Italienische Abendessen, die Feiern zum Nationalfeiertag am 7. September, die Farroupilha-Woche (Erinnerung an die Farrapen-Revolution, die vor allem in Rio Grande do Sul jeweils Mitte September mit einwöchigen Festlichkeiten begangen wird), der weihnachtliche Canto nas janelas (Gesang aus den Fenstern und auf dem Balkon des Rathauses) und auch der Wettbewerb um den schönsten Weihnachtsschmuck. Das Oktoberfest zieht Touristen aus ganz Brasilien und sogar aus dem Ausland an.

## Wirtschaft

### Land- und Viehwirtschaft
Das Gebiet ist überwiegend landwirtschaftlich geprägt. Es besteht eine gute Diversifizierung der Produkte: Sojabohnen, Weizen, Mais, Maniok werden auch in ökologischer Landwirtschaft produziert. Es werden Schweine, Geflügel und Rinder gezüchtet mit großer Milchwirtschaft. Hinzu kommen die Zucht von Fischen und die Haltung von Bienen, was Arbeitsplätze und Einkommen schafft.

### Abgaben des Kraftwerks Itaipú
Pato Bragado erhält vom Kraftwerk Itaipú für die Überflutung von 34,8 % seiner Gemeindeflächen Ausgleichszahlungen (genannt Royalties). Im Jahr 2017 finanzierten sie 36 % des Muniziphaushalts. Im Zeitraum 1990 bis 2019 beliefen sie sich auf insgesamt 88,8 Mio. US-$.